# Xian de Fangzheng
Le xian de Fangzheng (方正县 ; pinyin : Fāngzhèng Xiàn) est un district administratif de la province du Heilongjiang en Chine. Il est placé sous la juridiction de la ville sous-provinciale de Harbin.

## Démographie
La population du district était de 225 233 habitants en 1999.